# Warns
Warns est un village de la commune néerlandaise de Súdwest Fryslân, dans la province de Frise. Son nom en frison est Warns.

## Géographie
Le village est situé à l'extrémité sud-ouest de la Frise, dans la région vallonnée du Gaasterland, à proximité des rives de l'IJsselmeer.

## Histoire
Warns fait partie de la commune d'Hemelumer Oldeferd jusqu'au 1er janvier 1984, puis de celle de Nijefurd avant le 1er janvier 2011, où celle-ci est supprimée et fusionnée avec Bolsward, Sneek et Wymbritseradiel pour former la nouvelle commune de Súdwest-Fryslân.

## Galerie

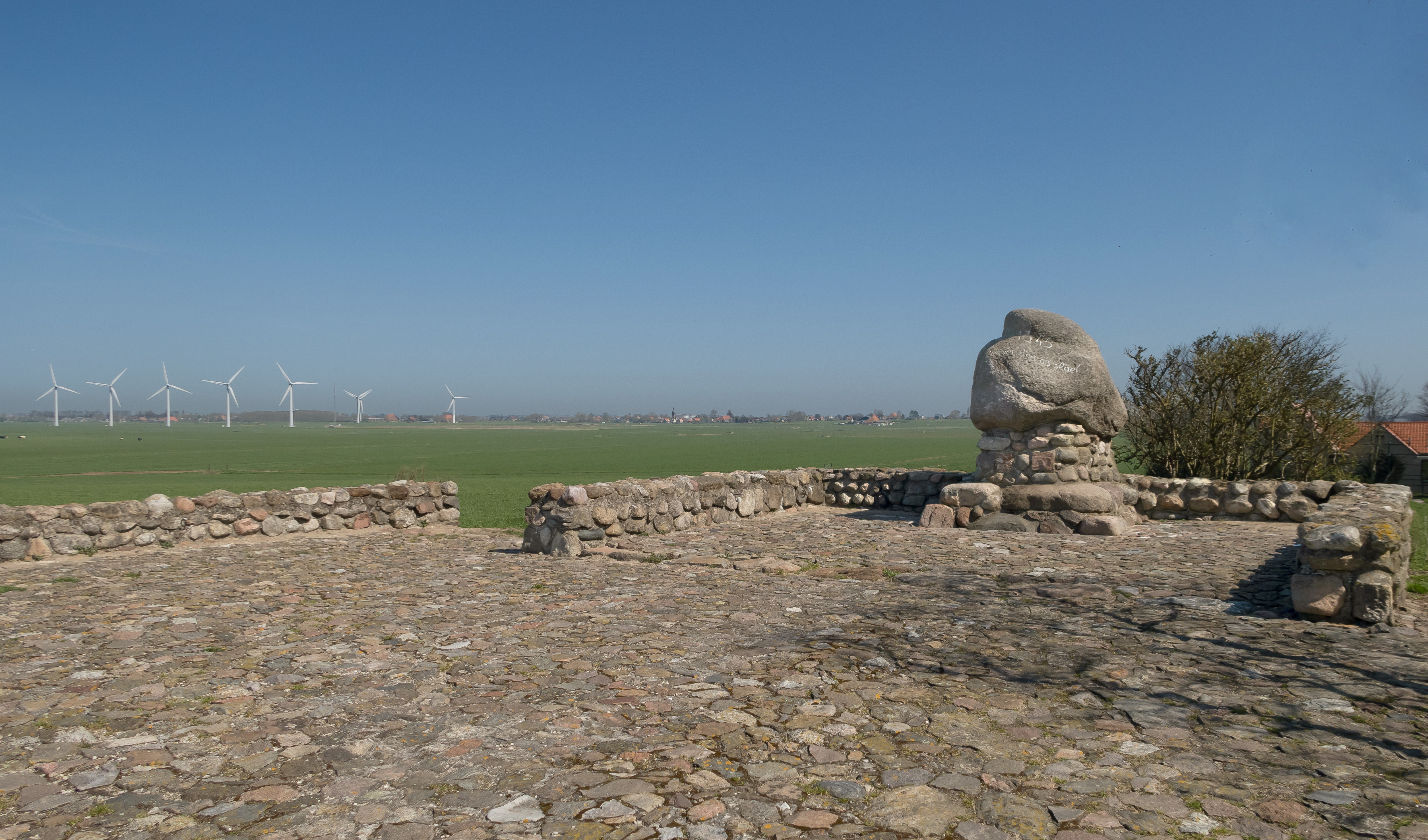
Le mémorial pour commémorer la bataille de Warns.
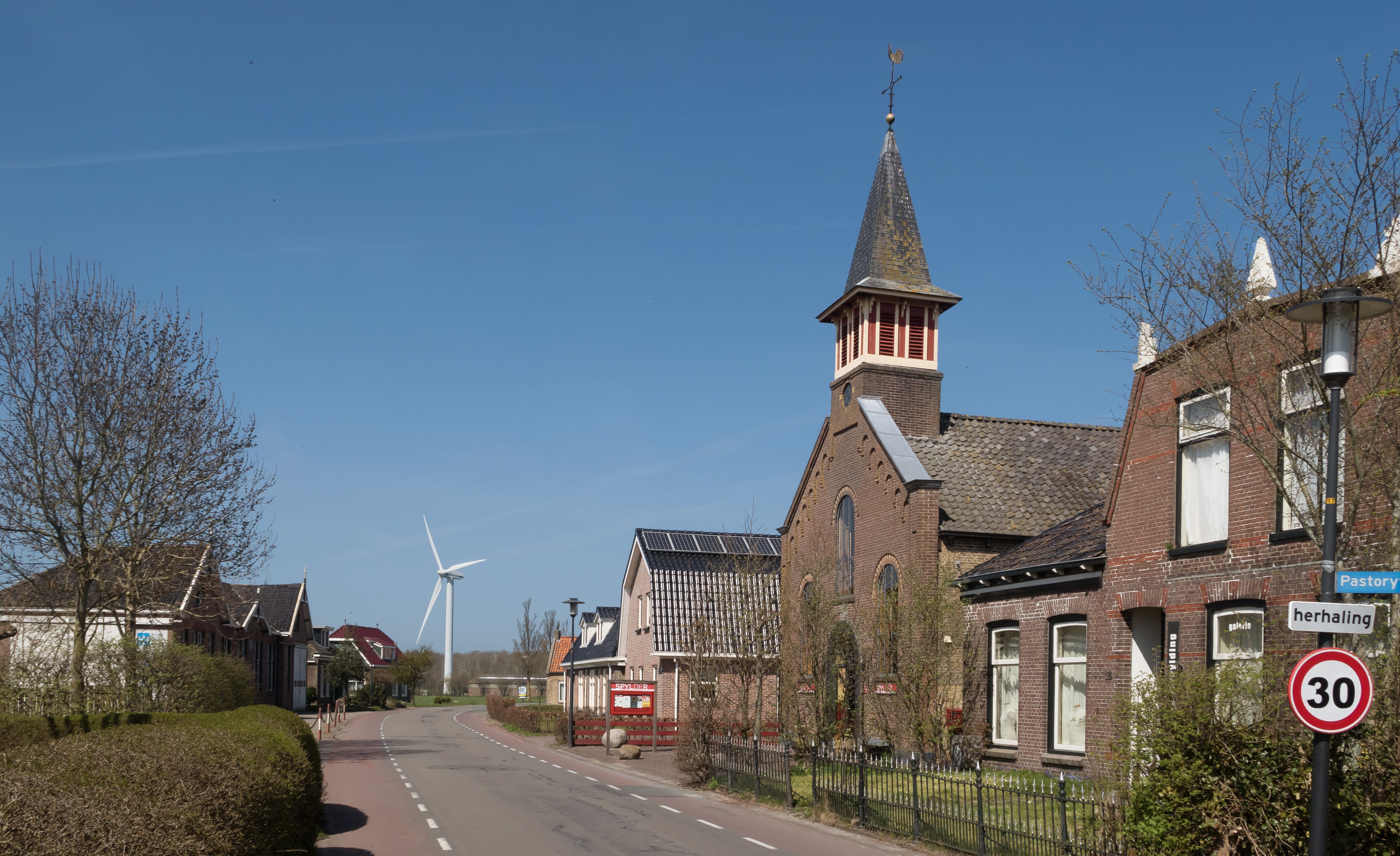
La maison de village (de Spylder) dans la rue.
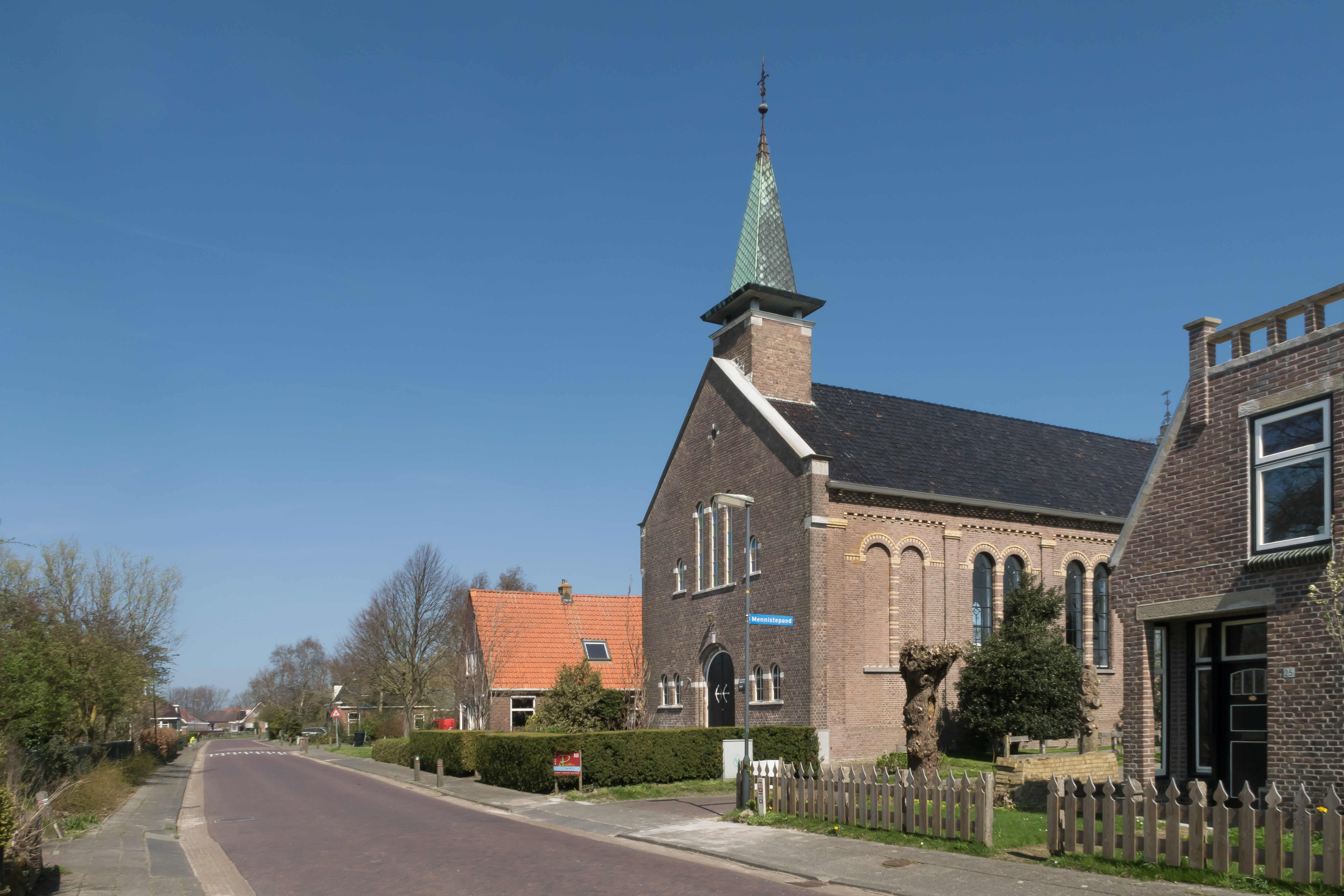
L'église protestante dans la rue.

## Démographie
Le 1er janvier 2017, le village comptait 720 habitants.